# Thomas Day (Schriftsteller, 1971)

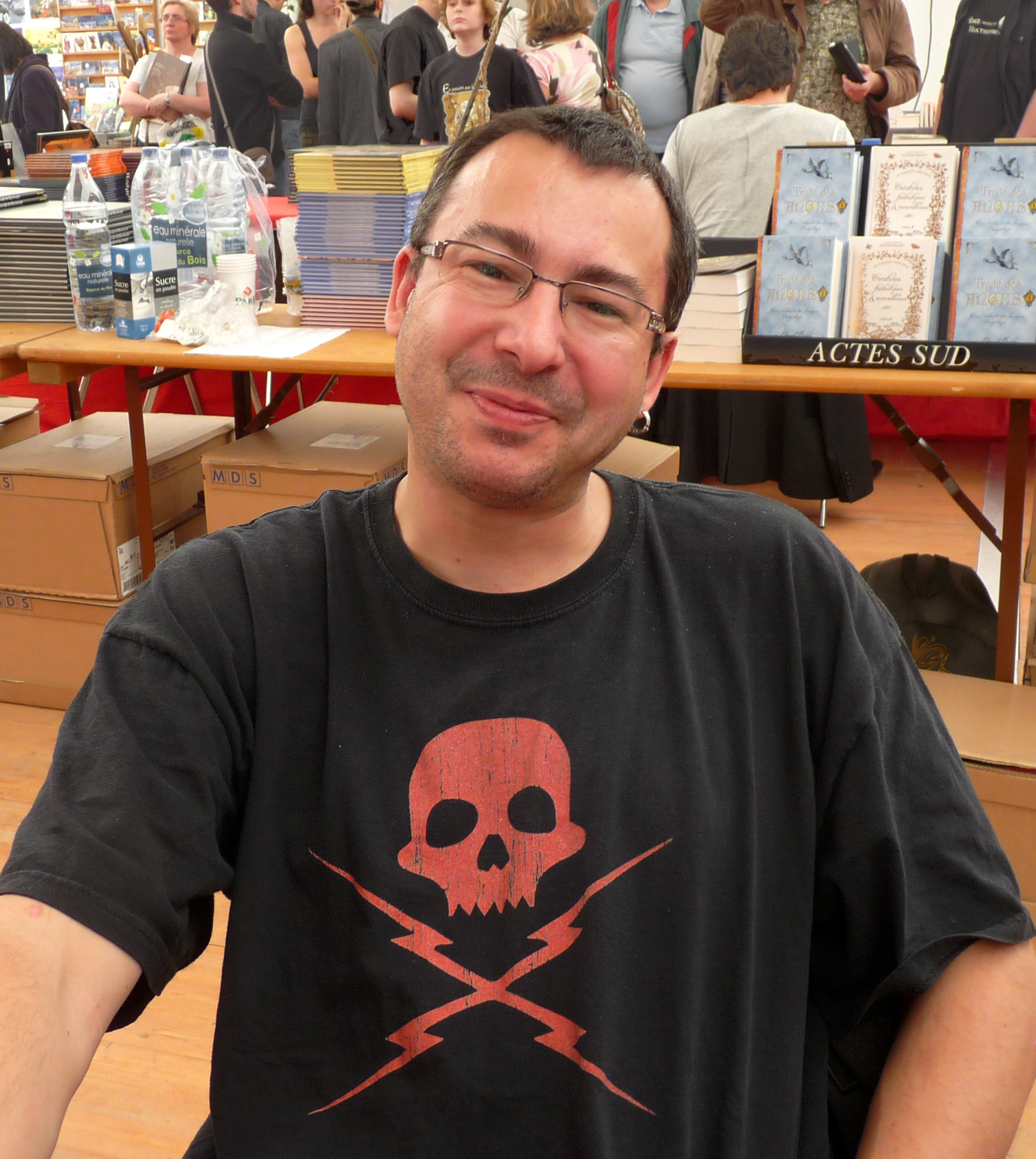
Thomas Day (2010)

Thomas Day (eigentlich Gilles Dumay; geboren am 3. Dezember 1971 in Paris) ist ein französischer Autor von Science-Fiction und Fantasy.

## Leben
Nachdem er eine Zeit lang Jobs in verschiedenen Branchen (Reinigung, Gastronomie, Sicherheit, Umzüge) gemacht hatte, widmete er sich ab 1996 ganz dem Schreiben. Im selben Jahr begann er für das damals erstmals erscheinende Magazin Bifrost zu arbeiten. Er hat seither ein Dutzend Romane und etwa hundert Kurzgeschichten verfasst, außerdem Comic-Skripte und Texte zu mehreren Kunstbänden. Seit 2017 ist er Leiter des Verlags Albin Michel Imaginaire.
Day lebt in Chantilly im Département Oise und ist Vater zweier Söhne (2005 und 2007 geboren).

## Auszeichnungen
- 2003 Prix Julia-Verlanger für den Roman La voie du sabre
- 2008 Prix Imaginales für den Roman Le trône d'ébène
- 2013 Grand Prix de l’Imaginaire für den Roman Du sel sous les paupières
- 2013 Prix du Lundi für die Erzählung Sept secondes pour devenir un aigle
- 2014 Grand Prix de l’Imaginaire für die Erzählung Sept secondes pour devenir un aigle
- 2014 Prix Bifrost für die Erzählung Forbach

## Bibliografie
Romane
- Dæmone (2001)
- L’instinct de l’équarisseur (2002)
- La voie du sabre (2002)
- Le trône d’ébène (2007)
- La maison aux fenêtres de papier (2009)
- Du sel sous les paupières (2012)

Sammlungen
- Sympathies for the devil (2000)
- Women in chains : petite pentalogie des violences faites aux femmes (2012)
- Sept secondes pour devenir un aigle (2013)

Kurzgeschichten
- Mariposa (1993)
- Une forêt de cendres (1995)
- A l’heure du loup (1996)
- Les larmes d’Horus (1996)
- Le labyrinthe des dieux (1996)
- Je suis l’ennemi (1997)
- La face claire des ténèbres (1997)
- Le goût du feu (1998)
- L’erreur (1998)
- Toutes les couleurs de la mort (1998)
- La mère des colères (1998)
- L’ultime territoire (1998) with Jean-Jacques Nguyen
- La voie du sabre (1998)
- Le dragon des brumes (1998)
- Du sel sous les paupières (1999)
- La notion de génocide nécessaire (1999)
- Cette année-là, l’hiver commença un 22 novembre... (2000)
- Démon aux yeux de lumière (2000)
- Dirty boulevard ou La transgression selon Maneki Neko (2000)
- L’enfer est froid pour ceux qui en reviennent (2000)
- Extermination highway (2000)
- Le chasseur sous l’horizon (2004)
- Le dernier voyage de l’automate joueur d’échecs (2006)
- La contrée du dragon (2009)
- Lumière noire (2009)
- Review of the magazine Solaris nº 171 (2009)
- Éthologie du tigre (2010)
- Échelons (2010)
- Semaine utopique (2012)
- Eros-center (2012)
- La ville féminicide (2012)
- Nous sommes les violeurs (2012)
- Poings de suture (2012)
- Tu ne laisseras point vivre... (2012)
- Sept secondes pour devenir un aigle (2012)
- Shikata ga nai (2013)
- Tjukurpa (2013)
- La femme aux abeilles (2013)
- Noc-kerrigan (2014)
- Dragon (2016)

Comics
- Wika (Fantasy-Comicserie, 2 Bände, Zeichnungen von Olivier Ledroit):
  - Wika et la fureur d'Obéron (2014)
  - Wika et les Fées noires (2016)
- Juste un peu de cendres (SF-Comicalbum, 2017, Zeichnungen von Aurélien Police)

Kunstbände
- 92 bis, rue Denfert (Bilder von Marie Mallard, 2015)
- Fées & Amazones (Zeichnungen von Olivier Ledroit, 2015)
- Gotland (Zeichnungen von Nicolas Fructus, 2016)

Anthologien (als Herausgeber)
- Etoiles Vives (6 Bände, 1997–1999, als Gilles Dumay)
- Aventures lointaines Numéro 01 (1999, als Gilles Dumay)
- Invasions 99 (1999, als Gilles Dumay)
- Aventures lointaines numéro 02 (2000, als Gilles Dumay)
- Les continents perdus (2005)

Sachliteratur
- Le feu aux étoiles (1996, als Gilles Dumay)

## Einzelnachweis
1. ↑  Biographie auf der Website von Thomas Day, abgerufen am 7. April 2019.

| Personendaten    | Personendaten                                       |
| ---------------- | --------------------------------------------------- |
| NAME             | Day, Thomas                                         |
| ALTERNATIVNAMEN  | Dumay, Gilles (wirklicher Name)                     |
| KURZBESCHREIBUNG | französischer Autor von Science-Fiction und Fantasy |
| GEBURTSDATUM     | 3. Dezember 1971                                    |
| GEBURTSORT       | Paris                                               |